# Сезон бира
Сезон (на френски: Saison) е сезонна лятна белгийска бира, тип ейл, която се прави традиционно във Валония, френскоезичната част на Белгия.

## История и характеристика
Това е средносилен до силен ейл с характерен жълто-оранжев цвят, с висока карбонизация, добре охмелен, плодов и сух, който добре утолява жаждата през летните месеци. В миналото, преди навлизането на хладилниците, бирата се вари в края на зимата или през пролетта и се съхранява до настъпване на топлите месеци. Била е с по-високо алкохолно съдържание, за да може да издържи няколко месеца, но и не толкова силна, както други белгийски бири, за да може през лятото да утолява жаждата и да освежава.
В наши дни сезон бирата се произвежда целогодишно в малки фермерски пивоварни. Съществуват варианти с различно алкохолно съдържание (домашната бира е с алкохолно съдържание около 5 %, типичната експортна бира е – с 6,5%, както и по-силни версии, с алкохолно съдържание 8 % и повече % об.). С повишаването на алкохола намалява сладостта, като се увеличава горчивината и киселинността на бирата. Използват се пилз малц, както и виенски и/или мюнхенски малц за цвят. Могат да се използват добавки, като захар канди и мед, както и билки и други ингредиенти за вкус и пълнота. Хмелната горчивина и вкус са по-забележими, в сравнение с други белгийски видове бира. Понякога сезон се охмелява чрез сух способ; обикновено се използва благороден хмел, както и сортовете Styrian или East Kent Goldings.
Цветът най-често е светлооранжев, но може да варира и в златист или кехлибарен. Бирата е със слаба до добра прозрачност, леко мътна когато е нефилтрирана, силно газирана, и образува плътна, устойчива бяла пяна. Отличава се с плодов, хмелен аромат и пикантен, тръпчив и плодов вкус, с цитрусови нотки на портокал или лимон.
Алкохолно съдържание варира от 5 до 8,5 % об.

## Търговски марки
Типични търговски марки са: Saison Dupont, Foret and Moinette Blonde, Fantome Saison(s), Saison de Pipaix and La Folie, Saison Silly, Saison Regal, Saison Voisin, Lefebvre Saison 1900, Ellezelloise Saison 2000, Brooklyn Saison, Southampton Saison, New Belgium Saison.